# Karl Stenzel (Widerstandskämpfer)
Karl Stenzel (* 23. April 1915 in Leipzig; † 20. November 2012 in der Nähe von Berlin) war ein kommunistischer Widerstandskämpfer aus Leipzig, der sich auch am Widerstand im KZ Sachsenhausen beteiligte. 1990 wurde er Generalsekretär des Internationalen Sachsenhausen Komitees.

## Leben
Karl Stenzel wurde als eines von vier Geschwistern geboren. Der Vater war Schlosser, die Mutter arbeitete als Anlegerin im graphischen Gewerbe. Nach achtjähriger Schulzeit begann Karl Stenzel 1929 eine Schlosserlehre. Als Jugendlicher war er im Arbeiterschwimmverein Leipzig-Ost aktiv, ab 1931 in der „Kampfgemeinschaft für Rote Sporteinheit“, wo er für den Kommunistischen Jugendverband geworben wurde. Dort wurde er Org.-Leiter in Leipzig-Ost. Da er nach Beendigung seiner Schlosserlehre 1931 arbeitslos war, verwandte er all seine Zeit auf die politische Arbeit und wurde in dieser Zeit schon mehrmals für kurze Zeit verhaftet.
Im Juni 1933 wurde Karl Stenzel nach dem Verteilen von Flugblättern gefasst und kam für fünf Monate ins gerade errichtete KZ Sachsenburg. Nach seiner Freilassung nahm er sofort wieder Kontakt zum illegalen Kommunistischen Jugendverband auf, der in kleinen Gruppen den Widerstand organisierte. 1934 wurde er wegen des Flugblattverteilens zu drei Monaten Zuchthaus verurteilt. Auch danach beteiligte er sich weiter am organisierten Widerstand, bis zur nahezu völligen Zerschlagung der illegalen Organisationen der KPD in Leipzig Ende 1934. Im Zuge dessen wurde er erneut verhaftet und wegen „Vorbereitung zum Hochverrat“ zu sechs Jahren Zuchthaus verurteilt. Diese verbrachte er in den Zuchthäusern Waldheim, in der Nähe von Chemnitz, und Hamburg-Fuhlsbüttel, zwischendurch wurde er immer wieder auf Transport geschickt und war in einem Moorlager im Emsland.
Nach Verbüßung der sechsjährigen Haftstrafe wurde Karl Stenzel am 15. November 1941 ins KZ Sachsenhausen eingeliefert. Dort kam er zunächst in das „Kommando Leichentragen“, wo er die Leichen der sowjetischen Kriegsgefangenen zu transportieren hatte. Später war er Vorarbeiter in der Häftlingspoststelle. Er bekam schnell Kontakt zum illegal organisierten kommunistischen Widerstand im Lager und beteiligte sich an verschiedenen Aktionen. Im Sommer 1944 wurde er im Zuge der Ermittlungen einer Sonderkommission des Reichssicherheitshauptamtes zur Zerschlagung der Widerstandsorganisationen im Lager mutmaßlich denunziert und kam in Isolierungshaft und anschließend in die Strafkompanie. Schließlich wurde er in das Außenlager in Falkensee verlegt, wo er die letzten neun Monate als Vorarbeiter in der Granatenproduktion arbeitete und wiederum in der illegalen Parteigruppe aktiv war. Dort konnte unter Beteiligung des illegalen Lagerkomitees eine Evakuierung verhindert werden, so dass ihm der Todesmarsch erspart blieb. Das Außenlager Falkensee wurde am 26. April 1945 von sowjetischen Truppen geräumt.
Nach der Befreiung kehrte Karl Stenzel nach Leipzig zurück und nahm die politische Arbeit wieder auf. 1947 ging er nach Berlin, wo er seine spätere Frau Lore kennenlernte. In den 1950er Jahren war im diplomatischen Dienst in China tätig. Nach seiner Rückkehr 1957 war er Parteisekretär an der FDGB-Gewerkschaftshochschule und arbeitete beim Ministerrat der DDR in der Kaderabteilung.
Seit er 1980 in Ruhestand ging, engagierte er sich in der Lagerarbeitsgemeinschaft Sachsenhausen und gehörte zu den Gründungsmitgliedern des Sachsenhausen-Komitees in der Bundesrepublik Deutschland e.V. Er setzte sich für die Erhaltung der Gedenkstätte Sachsenhausen ein und beteiligte sich an den Beratungen zur Umgestaltung. Er veranstaltete Führungen durch die Gedenkstätte Sachsenhausen und führte Gespräche mit Schulklassen, Jugendgruppen und anderen interessierten Gruppen durch.